# Bertrand Duboux
Bertrand Duboux, né le 21 mars 1948 à Lausanne, est un journaliste sportif suisse, spécialisé en cyclisme et en boxe.

## Carrière
Dès 1970, il travaille comme journaliste sportif durant sept ans à Sports et informations d'abord à Zurich puis à Genève. En 1975, il est pigiste à la Télévision suisse romande, puis il est engagé en 1978.
Commentateur depuis 1978 du cyclisme et de la boxe, il a publié un ouvrage sur cette discipline.
De 1979 à 1998, il est associé dans le commentaire cycliste à Roger Pingeon avec lequel il a d'ailleurs rédigé un ouvrage de chroniques (Carnets de route : Tours et détours), et auquel, il a consacré un ouvrage biographique en 2012 (Roger Pingeon : un maillot jaune qui a soif de vérité).
De 1991 à 1997, président de l'Association internationale des journalistes de cyclisme (AIJC).
Début août 2007, il annonce son retrait du commentaire cycliste après son trentième Tour de France. Il quitte la TSR le 31 mars 2008 et publie ses Chroniques d'un insoumis.

## Publications
- Carnets de route, Tours et détours, éd. Slatkine 2003, avec Roger Pingeon, 194 pages,  (ISBN 2-8321-0095-3)
- Un siècle de boxe en Suisse, Éditions Du Plateau, 2005, 144 p. (ISBN 2-8399-0123-4)

- Chroniques d'un insoumis, Éditions Slatkin, 2008, 128 p. (ISBN 978-2-8321-0324-1)

- Face au sport : Peut-on encore sauver la TSR ?, Éditions Slatkin, 2009, 249 p.  (ISBN 978-2-8321-0382-1)

- Bertrand Duboux, Roger Pingeon : un maillot jaune qui a soif de vérité, Lyon, Éditions Baudelaire, juin 2012, 112 p. (ISBN 978-2-35508-950-3)
- Quand le vélo déraille, Éditions du Serin, 2015, 194 p.
- Il faut sauver le vigneron de Lavaux (éd. Slatkine 2017, 127 pages,  (ISBN 978-2-8321-0828-4)
- Pascal Richard, L'insoumis du peloton (Éditions Attinger, 2021, 143 pages,  (ISBN 978-2882-562-609))

## Prix
- Grand prix du maire de Champignac en 2000 pour cette citation :

« Ils ont perdu du temps sur ceux qui ont déjà franchi la ligne. »

— Bertrand Duboux, TSR, 17 septembre 1999, 17 h 38